# Braian Samudio
Braian José Samudio Segovia (Ciudad del Este, 23 de diciembre de 1995) es un futbolista paraguayo. Juega como delantero y su equipo es el Antalyaspor de la Superliga de Turquía.

## Trayectoria
Nacido en Ciudad del Este, Paraguay comenzó a jugar al fútbol para el equipo brasileño União Barbarense. El 1 de enero de 2016 ficha por Boa Esporte.

### Guaraní
Fue fichado por el Guarani del Campeonato Brasileño de Serie B en 2017, Samudio logró asentarse bien en el club, expresando que era un logro muy importante de él para ser parte del club. Durante su trayectoria en el club, el paraguayo marcó 7 goles en 26 partidos de liga para el Bugre en 2017, que finalmente se fue a Turquía.

### Çaykur Rizespor
Tras superar las pruebas de salud, Samudio fichó oficialmente al Çaykur Rizespor turco en 2017 a préstamo, sorprendiendo en la liga y anotando 6 goles en sus primeros 10 partidos, el primero en la victoria 3 -1 sobre Adana Demirspor.

### Toluca
En junio de 2021, siendo pretendido por varios clubes turcos y rusos, dejó Turquía y se dio su traspaso al Deportivo Toluca de México, con contrato de tres años y en compra definitiva, pero no se ha dado a conocer el monto de la transferencia.

### Necaxa
Llegó como préstamo para la temporada 2023-2024. Jugó 23 partidos en liga y anotó 5 goles, además de una asistencia.

## Selección nacional
Fue convocado para la selección de Paraguay para jugar los partidos contra Argentina y Bolivia por la Clasificación de Conmebol para la Copa Mundial de Fútbol de 2022.
El 5 de noviembre de 2020 fue convocado de vuelta a la selección de Paraguay, esta vez de la mano del DT Eduardo Berizzo para disputar las Eliminatorias Catar 2022.
El 8 de junio de 2021 ingresó en la complementaria en el partido contra Brasil, en el minuto 80 reemplazando a Ángel Romero en un encuentro que culminó 2-0 a favor de Brasil.

### Participaciones en Eliminatorias al Mundial
| Eliminatorias                 | Resultado | Partidos | Goles |
| ----------------------------- | --------- | -------- | ----- |
| Eliminatorias Mundial de 2022 | 8°        | 1        | 0     |

- Actualizado el 24 de junio de 2021.

### Participaciones en Copa América
| Copa              | Sede   | Resultado        | Partidos | Goles |
| ----------------- | ------ | ---------------- | -------- | ----- |
| Copa América 2021 | Brasil | Cuartos de final | 4        | 1     |

### Goles en la selección
| Goles con la selección de Paraguay | Goles con la selección de Paraguay | Goles con la selección de Paraguay | Goles con la selección de Paraguay | Goles con la selección de Paraguay | Goles con la selección de Paraguay | Goles con la selección de Paraguay | Goles con la selección de Paraguay | Goles con la selección de Paraguay |
| Resultados                         | Resultados                         | Resultados                         | Resultados                         | Lugar                              | Estadio                            | Fecha                              | Tipo                               | Goles                              |
| ---------------------------------- | ---------------------------------- | ---------------------------------- | ---------------------------------- | ---------------------------------- | ---------------------------------- | ---------------------------------- | ---------------------------------- | ---------------------------------- |
| Paraguay                           | 2                                  | 0                                  | Chile                              | Brasilia                           | Estadio Mané Garrincha             | 24 de junio de 2021                | Copa América 2021                  | 1 gol                              |

Para un total de 1 gol.

## Clubes
| Club                  | País     | Año       |
| --------------------- | -------- | --------- |
| União Barbarense      | Brasil   | 2015-2016 |
| Boa Esporte           | Brasil   | 2016-2017 |
| Guarani Futebol Clube | Brasil   | 2017-2018 |
| Çaykur Rizespor       | Turquía  | 2017-2021 |
| Club Deportivo Toluca | México   | 2021-2023 |
| Cerro Porteño         | Paraguay | 2022-2023 |
| C. Necaxa             | México   | 2023-2024 |

## Palmarés

### Campeonatos nacionales
| Título               | Club            | País    | Año     |
| -------------------- | --------------- | ------- | ------- |
| TFF Primera División | Çaykur Rizespor | Turquía | 2017-18 |

### Distinciones individuales
| Distinción                                 | Año     |
| ------------------------------------------ | ------- |
| Máximo goleador de la TFF Primera División | 2017-18 |